# Adelsheim
Adelsheim – miasto w Niemczech, w kraju związkowym Badenia-Wirtembergia, w rejencji Karlsruhe, w regionie Rhein-Neckar, w powiecie Neckar-Odenwald, siedziba związku gmin Seckachtal. Leży w Baulandzie, nad Seckach, ok. 20 km na północny wschód od Mosbach, przy drodze krajowej B292 i linii kolejowej Stuttgart–Würzburg.